# Vonhjo
Vonhjo  (hangul:  원효, handzsa: 元曉, RR:  Wonhyo; 617–686. április 28.) a koreai történelem egyik ismert buddhista tudós-szerzetese. Nagy hatást gyakorolt a kelet-ázsiai buddhista hagyomány fejlődésére.

## Élete
617-től 686-ig élt a Három Királyság, majd az Egyesített Silla időszakban. A Hvangnjongsza (hangul: 황룡사) templomban kezdte szerzetesi életét. Buddhizmust, konfuciánus filozófiát és taoizmust tanult. 33 éves korában kétszer is megpróbált Kínába utazni. Először a Jalu folyóig (koreaiul: Amnokkang, hangul: 압록강) jutott, majd sikertelenül vissza kellett térnie. Amikor másodszor is elindult, útközben megvilágosodott, ezért nem ment tovább Kínába, hanem visszatért a Silla királyságba. Együtt hált az özvegy Joszok hercegnővel (hangul: 요석공주, handzsa: 瑤石公主), és fiuk született, Szol Cshong (hangul: 설총, handzsa: 薛聰), akiből később híres konfuciánus tudós lett. Vonhjo elhagyta a papi életet, és laikusként az utcán dobolva és táncolva tanította az embereket, közben azonban a Silla király tanácsadója is volt.

## Megvilágosodásának története
661-ben Vonhjo és jó barátja, Iszang (hangul: 의상) szerzetes Kínába indultak tanulni. Útközben eleredt az eső, ezért egy barlangban kerestek menedéket. Éjszaka Vonhjo arra ébredt, hogy szomjas; a sötétben megfogott valamit, amit ivótöknek vélt, és belekortyolva friss, hideg víz csillapította szomját. Másnap reggel vette csak észre, hogy nem ivótökből ivott friss vizet, hanem egy koponyából poshadt esővizet. Ekkor rádöbbent, hogy minden az elmében dől el, és így megvilágosulva nem utazott tovább Kínába, hanem visszatért Sillába. Elhagyta a papi életet, és laikusként terjesztette a buddhizmust.

## Jelentősége
Mintegy 80 művet hagyott hátra. A Nirvána-szútra (mahájána Maháparinirvána-szútra, kínai: 大般涅槃經) és a Hit ébredése-szútra (angol: Awakening of Faith, Mahāyāna-śraddhotpāda Śāstra, kínai: 大乘起信論) buddhista szövegekhez írt kommentárjai klasszikusokká váltak, a kínai és japán buddhizmusra is nagy hatással voltak. A Hit ébredése-szútrához írt kommentárja tette ezt a szöveget az egyik legbefolyásosabb és legintenzívebben tanulmányozott írássá a kelet-ázsiai mahájána hagyományban.
Vonhjo-hoz köthető a különböző buddhista iskolák szintetizálása. Tanulmányozta a Koreába érkező buddhista irányzatok irodalmát és doktrínáit, majd a tanításaikat egy átfogó keretbe rendezte, hogy mindegyiket a buddhista bölcsesség és gyakorlat tükrében lehessen hasznosítani.
Megalapította az első koreai buddhista irányzatot, melynek neve popszong (hangul: 법성, hanja: 法性, latin betűkkel: beopseong), jelentése pedig dharma-tudat/természet. Más iskolákkal ellentétben a popszong nem egy meghatározott szent szöveg vagy hagyományos filozófia köré rendeződött, hanem szinkretikus megközelítés volt, mely az akkori különféle gondolatok és irányzatok közt akarta az egység érzését megteremteni.
Vonhjo nemcsak az arisztokrácia és tudósok körében, hanem az egyszerű emberek között is tanította a buddhizmust. Neki köszönhetően terjedt el a Tiszta Föld buddhizmus (handzsa: 淨土宗, hangul: 정토종, csongthodzsong) gyakorlata; mely Amitábha Buddha nevének ismételgetésén alapul.
Öt parancsban foglalta össze a hívők számára a megvilágosodás elérésének útját. Ezek a parancsok azért figyelemreméltóak, mert szisztematikus módon és egyszerűen mutatják be a megvilágosodás elérésének módszerét.